# セッツ (企業)
セッツ株式会社（英語: Settsu Inc.）は、大阪府堺市西区に本社を置く植物油、洗剤メーカーである。日清オイリオグループの完全子会社。

## 主な製品
- 食品関係の事業所向けを主とした洗剤類
- 業務用大豆油・米胚芽油・コーン油

## 沿革
- 1889年（明治22年）- 有限責任攝津製油会社を設立。
- 1893年（明治26年）- 株式会社に改組し、攝津製油株式会社（英語: Settsu Oil Mill, Inc.）となる。
- 1929年（昭和4年）- 石鹸の製造開始。
- 1949年（昭和24年）- 大阪証券取引所上場。
- 1959年（昭和34年）- 日清製油（現・日清オイリオグループ）と提携。
- 1973年（昭和48年）- 花王石鹸（現・花王）と提携。
- 2003年（平成15年）- 旧野田工場（化成品部門）を大阪府堺市に移転。
- 2010年（平成22年）- 本社機能を大阪府堺市に移転。
- 2013年（平成25年）- 大阪証券取引所と東京証券取引所の現物株市場統合に伴い、東京証券取引所第2部に指定替え。
- 2017年（平成29年）- 東京証券取引所第2部上場廃止。株式交換により日清オイリオグループの完全子会社となる[3]。
- 2020年（令和2年）4月 - セッツ株式会社に商号を変更[4]。

## 所在地
- 本社事業場 - 大阪府堺市西区築港新町一丁5番地10
- 東京営業所 - 東京都中央区新川一丁目23番17号 日清アネックスビル7F

## 脚註
1. 1 2 3  セッツ株式会社 第213期決算公告
2. 1 2 3  セッツ株式会社 第215期決算公告
3. ↑  『日清オイリオグループ株式会社による攝津製油株式会社の完全子会社化に関する株式交換契約締結（簡易株式交換）のお知らせ』（PDF）（プレスリリース）セッツ株式会社、2017年2月7日。2020年6月27日閲覧。
4. ↑  “攝津製油、「セッツ」に社名を変更”. 日本食糧新聞. (2019年6月14日) 2020年6月19日閲覧。